# 이무진
이무진(2000년 12월 28일 ~ )은 대한민국의 가수이다. 2020년 《싱어게인》에 참가해서 3위를 했다.

## 학력
- 풍동초등학교 (2013년 졸업)
- 풍산중학교 (2016년 졸업)
- 백마고등학교 (2019년 졸업)
- 서울예술대학교 실용음악과 복학

## 음반 목록

### 싱글
- 〈산책〉 (2018, 고양보이스)
- 〈신호등〉 (2021)[1][2]
- 〈과제곡〉(2021)
- 〈담아 갈게〉 (2021)
- 〈가을 타나 봐 (REVIBE Vol.4)〉 (2021)
- 〈눈이 오잖아(feat 헤이즈)〉 (2021)
- <잠깐 시간 될까 youtube.com> (2023)
- <여름 인사>(demo)(2023)
- <너의 뒤에서>(리메이크)(2023)
- <에피소드> (2023)
- <청혼하지 않을 이유를 못 찾았어> (2024)
- <뱁새>(2025)

### 미니앨범
- 〈Room Vol.1〉 (2022)
- 〈만화 (滿花)〉 (2024)

### OST
- 〈굴뚝마을의 푸펠〉 (2021, 굴뚝마을의 푸펠 OST)
- 〈비와 당신〉 (2021, 슬기로운 의사생활 시즌2 OST)
- 〈그대 잠시 내게〉 (2021, 지금 헤어지는 중입니다 OST)
- <스윗해> (2022, 사내맞선 OST)
- <개똥벌레>(2022, 영화   '동감' OST)
- <쉼표> (2023, 무인도의 디바 OST)
- <살다보면> (2024, 다리미패밀리 OST)
- <운명> (2025, 천국보다 아름다운 OST)

## 출연 작품

### 텔레비전 프로그램
- 《싱어게인》 (2020-2021) - 63호
- 《유명가수전》 (2021) - 스핀오프 프로그램
- 《아는형님》  (2021) - TOP4 게스트
- 《미스터리 음악쇼 복면가왕》 (2022) - 눈처럼 깨끗한 명품 가창력! 겨울아이 (제167~169대 가왕)
- 《전지적 참견 시점》 (2022) - 게스트
- 《스튜디오 K》(2022) - 진행자
- 《싱포골드》 (2022-) - 심사위원
- 《K-909》 (2023) - 게스트
- 《톡파원25시》 (2023) -게스트
- 《아는형님》  (2023) - 게스트

### 웹 프로그
- 《유명가수전 히든트랙》 (2021) - 고정 출연
- 《리무진서비스》(2022 ~) - MC

## 수상 내역
- 2021년 제13회 멜론 뮤직 어워드 TOP10
- 2021년 제13회 멜론 뮤직 어워드 남자 신인상
- 2021년 제13회 멜론 뮤직 어워드 베스트 OST상
- 2022년 제36회 골든디스크 어워즈 디지털 음원 부문 본상
- 2022년 제31회 하이원 서울가요대상 남자신인상
- 2022년 제11회 가온차트 뮤직 어워즈 디지털 음원부문 남자신인상
- 2022년 2022 K 글로벌 하트 드림 어워즈 K 글로벌 보컬상
- 2022년 KBS 연예대상 디지털 콘텐츠상 (리무진 서비스)
- 2023년 KBS 연예대상 베스트 아이콘상 (리무진 서비스)
- 2024년 2024 K월드 드림 어워즈 K월드 드림 본상
- 2024년 2024 K월드 드림 어워즈 K월드 드림 리스너 초이스상
- 2024년 제1회 코리아 그랜드 뮤직 어워즈 베스트 메모리상
- 2024년 제1회 코리아 그랜드 뮤직 어워즈 베스트 록발라드상
- 2024년 KBS 연예대상 남자 인기상 (리무진 서비스)

### 가요 프로그램 1위
| 연도            | 수상 내역 (총 4회) |
| --------------- | --- |
| 2021년 (총 4회) | - 신호등 (총 4회) - 8월 22일 SBS 《인기가요》 1위 - 9월 10일 KBS2 《뮤직뱅크》 K-Chart 1위 - 9월 19일 SBS 《인기가요》 1위 (통산 2주) - 9월 26일 SBS 《인기가요》 1위 (트리플 크라운) |
| 2024년 (총 회)  | - 에피소드 (총 회) |